# Walter Alvarez

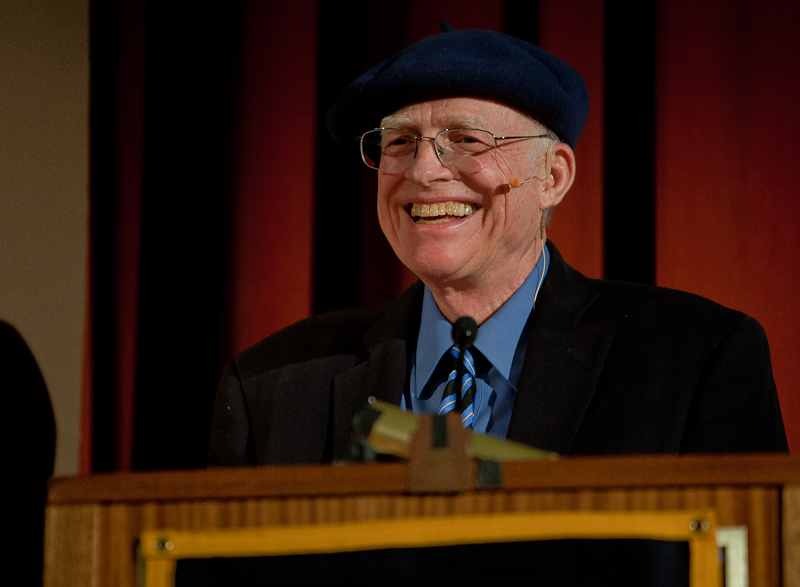
Walter Alvarez 2010

Walter Alvarez (* 3. Oktober 1940 in Berkeley, Kalifornien) ist ein US-amerikanischer Geologe und Geologie-Professor des Earth and Planetary Science Department (Fakultät für Erd- und Planetenwissenschaften) der University of California, Berkeley. Mit der zusammen mit seinem Vater Luis Walter Alvarez entwickelten Theorie über einen Asteroideneinschlag, der unter anderem zur Ausrottung der Dinosaurier führte, wurde Alvarez weltbekannt.

## Familie und Ausbildung
Alvarez wurde in eine Familie von Wissenschaftlern und Künstlern hineingeboren. Er ist der Sohn des mit dem Nobelpreis ausgezeichneten Physikers Luis Walter Alvarez. Sein Großvater war der bekannte Mediziner Walter C. Alvarez und sein Urgroßvater Luis F. Alvarez arbeitete als Arzt in Hawaii, wo er eine verbesserte Diagnosemethode für die Frühform der Lepra entwickelte.  Seine Großtante Mabel Alvarez war eine bekannte kalifornische Malerin.
Seinen Bachelor of Arts in Geologie legte Alvarez im Jahr 1962 am Carleton College in Minnesota ab und erwarb 1967 den Ph. D. in Geologie an der Princeton University.

## Laufbahn als Wissenschaftler
In den ersten Berufsjahren arbeitete er für die Ölgesellschaft American Overseas Petroleum Limited in den Niederlanden und während der Zeit der Revolution von Oberst Muammar al-Gaddafi in Libyen. In dieser Zeit entwickelte er ein Interesse an der Geoarchäologie, verließ die Ölgesellschaft und verbrachte einige Zeit in Italien mit dem Studium der Vulkane in der Umgebung von Rom und ihres Einflusses auf die Verteilung von Siedlungen im Alten Rom.
Nach seinem Italienaufenthalt trat Alvarez eine Stelle am Lamont-Doherty Geological Observatory der Columbia University an, um die Tektonik des Mittelmeeres im Licht der neuen Theorie der Plattentektonik zu studieren. Seine Arbeit zu paläomagnetischen Daten in Italien führte zu einer Studie über die magnetische Polarität in italienischen Tiefsee-Kalksteinen, und er und seine Kollegen konnten die magnetische Polarität für Gesteine aus einem Zeitraum von mehr als 100 Millionen Jahren bestimmen. Alvarez ist bis heute auf diesem Gebiet tätig.
Ende der 1970er Jahre untersuchte er im Rahmen eines wissenschaftlichen Abkommens zwischen der UdSSR und den USA Methoden zur Erdbebenvorhersage in Tadschikistan und Kirgisistan. Seit Mitte der 1990er Jahre untersucht er die Stratigraphie von Utah.

## Die Iridium-Anomalie von Gubbio
Alvarez wurde bekannt durch die zusammen mit seinem Vater Luis und den Kernchemikern Frank Asaro und Helen Michel gelungene Entdeckung einer stark mit Iridium angereicherten Tonschicht an der Kreide-Tertiär-Grenze (K-T-Grenze) in Gubbio in der Region Umbrien in Italien. Da dieses Element in Asteroiden häufig vorkommt, auf der Erde jedoch selten ist, kamen sie zu dem Schluss, dass diese Anreicherung auf den Impakt eines großen Asteroiden zurückzuführen sei. Darüber hinaus könnte dieser Einschlag durch seine Folgeerscheinungen zum Massenaussterben an der
Kreide-Tertiär-Grenze vor etwa 65 Millionen Jahren geführt haben, bei dem 85 % aller Tierarten ausstarben, unter anderem auch die Dinosaurier. Alvarez beschreibt die Entdeckung der iridiumreichen Schicht und die Entwicklung der Theorie in seinem Buch T. Rex and the Crater of Doom (T. Rex und der Krater des Verderbens).
In der Folgezeit wurden Iridiumanomalien auch an vielen anderen Stellen der Erde entdeckt und schließlich mit dem Chicxulub-Krater in Verbindung gebracht. Die Theorie wird unter Wissenschaftlern auch heute noch heftig diskutiert, hat sich jedoch bei vielen durchgesetzt. Alvarez forscht auch heute noch über Massenaussterben und den Chicxulub-Krater.

## Ehrungen
Alvarez veröffentlichte im Laufe seiner Karriere mehr als 130 Aufsätze und wissenschaftliche Arbeiten und hat viele Auszeichnungen und Preise entgegennehmen können, darunter 1997 den Dickson Prize in Science, 2002 die Penrose-Medaille, die höchste Auszeichnung der Geological Society of America, die Ehrendoktorwürde in Geowissenschaften der Universität Siena, Italien, sowie die Nevada Medal im Jahr 2006, verbunden mit einem Preisgeld von 20.000 US-Dollar. Zudem wurde er 1991 in die National Academy of Sciences und 1993 in die American Academy of Arts and Sciences gewählt. Er ist Mitglied der Königlich Dänischen Akademie der Wissenschaften.

## Wissenschaftliche Werke (Auswahl)
- 1970: Geology and history of Sicily. Petroleum Exploration Society of Libya, 291 S., Tripoli (als Herausgeber mit Klaus H.A. Gohrbandt)
- 1973: The application of plate tectonics to the Mediterranean region. In: D.H. Tarling und S.K. Runcorn (Hrsg.): Implications of continental drift to the earth sciences. Academic Press, Bd. 2, S. 893–908, London
- 1979: Anomalous iridium levels at the Cretaceous/Tertiary boundary at Gubbio, Italy: Negative results of tests for a supernova origin. In: W.K. Christensen und T. Birkelund (Hrsg.): Cretaceous/Tertiary Boundary Events Symposium, University of Copenhagen. Bd. 2, S. 69 (mit L.W. Alvarez, F. Asaro und H.V. Michel)
- 1981: One hundred million years of geomagnetic polarity history. Geology, Bd. 9, S. 392–397 (mit W. Lowrie)
- 1986: Toward a theory of impact crises. EOS, Bd. 67, Nr. 35, S. 649–658
- 1995: Emplacement of Cretaceous-Tertiary boundary shocked quartz from Chicxulub Crater. Science, Bd. 269, S. 930–935 (mit Ph. Claeys und S. W. Kieffer)
- 2003: Comparing the evidence relevant to impact and flood basalt at times of major mass extinctions. Astrobiology, Bd. 3, S. 153–161

## Populärwissenschaftliche Werke (Auswahl)
- 1990: What caused the mass extinction? An extraterrestrial impact. Scientific American, Bd. 263, S. 78–84 (mit F. Asaro)
- 1992: The search for the KT crater. Encyclopedia Britannica Yearbook of Science and the Future, S. 88–101
- 1998: T. Rex and the Crater of Doom. ISBN 0-375-70210-5
- 2008: The Mountains of Saint Francis: The Geologic Events that Shaped Our Earth W. W. Norton